# Saccharopine
La saccharopine (Sacc) est un composé chimique de formule HOOC–HN(NH2)–CH2–CH2–NH–CH(COOH)–CH2–CH2–COOH. C'est un acide tricarboxylique résultant de la condensation d'une molécule de lysine avec une molécule d'α-cétoglutarate par une saccharopine déshydrogénase (EC 1.5.1.7, EC 1.5.1.8, EC 1.5.1.9 ou EC 1.5.1.10). Il s'agit de la première étape de la dégradation de la lysine chez les mammifères et les plantes.
La saccharopine est ensuite convertie en allysine, ou acide 2-aminoadipique-6-semialdéhyde, également par une saccharopine déshydrogénase :
lysine + α-cétoglutarate  {\displaystyle \rightleftharpoons }  saccharopine  {\displaystyle \rightleftharpoons }  glutamate + allysine.